# Антадзе, Георгий Самсонович
Георгий Самсонович Антадзе (груз. გიორგი სამსონის ძე ანთაძე; 6 сентября 1920, Поти, Грузинская Демократическая Республика — 3 ноября 1987, Тбилиси, Грузинская ССР, СССР) — советский футболист, нападающий, полузащитник. Заслуженный мастер спорта (1951). Мастер спорта СССР (1946).
По окончании карьеры — тренер, спортивный функционер.

## Биография
Начал играть в 1936 году в детской команде Поти.
В 1939 году играл в команде ТГУ, в 1942—1943 — в «Динамо» Сухуми. В 1944—1954 годах играл в Первой группе / Классе «А» в «Динамо» Тбилиси, провёл за команду 176 матчей, забил 40 голов.
В 1952 году провёл три неофициальных матча за сборную СССР. Был в составе команды на XV летних Олимпийских играх, но на поле не выходил.
Обладал хорошей физической силой и техникой. Владел точным и мощным ударом.
С 1955 года тренировал тбилисскую ФШМ, возглавлял команды «Торпедо» Кутаиси (1959, по июнь), «Мешахте» Ткибули (1959, с июля — 1961; 1964—1966, по июнь), «Колхида» Поти (1962—1963).
Главный тренер клубной команды «Иверия» (Хашури) (1973—1974), «Динамо» (Батуми) (1976—1978). В 1975 — тренер управления футбола Споркомитета Грузинской ССР.
Начальник управления футбола Споркомитета Грузинской ССР с 1979 года.
Автор книги «Воспоминание футболиста».

## Достижения
- Чемпионат СССР:

Серебряный призёр (2): 1951, 1953
Бронзовый призёр (2): 1947, 1950
- Кубок СССР:

Финалист: 1946
- В списке 33 лучших — 2 раза (1951, 1952 год, под № 3).